# Santo Domingo Norte
Santo Domingo Norte es un municipio de la República Dominicana, que está situado en la Provincia de Santo Domingo.

## Límites
Municipios limítrofes:
|                                     | Norte: Yamasá y Monte Plata             |                   |
| Oeste: Pedro Brand y Los Alcarrizos |                                         | Este: Monte Plata |
|                                     | Sur: Santo Domingo y Santo Domingo Este |                   |

## Distritos municipales
Está formado por los distritos municipales de:
| Nombre              | Código   |
| ------------------- | -------- |
| Santo Domingo Norte | 10320301 |
| La Victoria         | 10320302 |

## Historia
Este municipio fue creado el 16 de octubre de 2001 mediante la ley 163-01, debido a la división de la provincia de Santo Domingo del Distrito Nacional, incluyendo las áreas metropolitanas de Santo Domingo, al norte del río Isabela.
En el municipio existe un lugar histórico denominado La Victoria que en 1865 se erige como puesto militar por promesa hecha por el general restaurador Marcos Evangelista Adón, comandante de la dotación militar contra la anexión a España, cuyo comandante general era a su vez el General Matías Ramón Mella, el cual estuvo de puesto en La Bomba y Guanuma.
Marcos Adón, se enfrentó a los españoles y a los hateros de Pedro Santana en la Batalla de Ferregú, que según la recopilación de datos fidedignos, el general Marcos Evangelista Adón y el coronel José Soriano estaban perdiendo el enfrentamiento armado y que Marcos Adón quien era propietario de los terrenos de donde se fundó La Victoria, se puso de rodillas en medio del combate y rezando pidió a San Antonio que si ganaba esa batalla, él le ofrecía los terrenos de los que era propietario y allí fundaría un poblado que le pondría el nombre de La Victoria. Mella no pudo llegar a tiempo para salvarlo, y ocurrió un "milagro", surgió una especie de tormenta de polvo que atemorizó al invasor y sus huestes.

## Demografía
Según el censo de 2010, realizado por la Oficina Nacional de Estadística, el municipio tenía 321,178 habitantes, de los cuales 264.477 vivía en la zona urbana y 22.435 en zona rural. En el distrito municipal de La Victoria, había 47.664 habitantes, 13.112 vivían en zonas urbanas y 34.552 en zonas rurales.
La información del censo de 2022, realizado por la Oficina Nacional de Estadística, revela que el municipio Santo Domingo Norte 588,261 habitantes, más 86,013 del Distrito Municipal de La Victoria, para un total de 674,274 habitantes.

## Aeropuerto

### Aeropuerto Internacional La Isabela
El Aeropuerto Internacional La Isabela, es un segundo aeropuerto situado en la parte norte a pocos kilómetros del centro de la ciudad de Santo Domingo en la comunidad de El Higüero. Construido para reemplazar el viejo Aeropuerto de Herrera, el cual era considerado por muchos demasiado peligrosos debido a la proximidad a las zonas residenciales circundantes. El Aeropuerto Internacional La Isabela está convenientemente situado a las afueras de la ciudad y la mayoría de los vuelos internos del país se pueden realizar aquí, vuelos al norte de la isla (por ejemplo, Samaná) se pueden reservar aquí con las compañías aéreas como Caribair y Aerodomca.